# Drakula
 Ovo je glavno značenje pojma Drakula. Za druga značenja pogledajte Drakula (razdvojba).
Drakula (eng. Dracula) je roman koji je napisao irski književnik Bram Stoker 1897. godine. Roman Drakula spada u horor, žanr spekulativne fikcije.

## Radnja romana
Radnja se događa u Transilvaniji i Engleskoj, a glavni je lik grof Drakula. Jonathan Harker, odvjetnik, dolazi iz Engleske u zabačeni dvorac grofa Drakule u planinama Transilvanije. Drakula kupuje posjed u Engleskoj. Tu Jonathan postaje praktički zatočenik i zavode ga tri ženska vampira. Kasnije uspije pobjeći i vratiti se u Englesku. 
Drakula brodom odlazi u Englesku, a putem su cijela posada i putnici ubijeni. Grof sa sobom nosi i zemlju iz rodnog kraja koja mu daje snagu. Drakula uskoro sreće Wilhelminu Minu Murray, Jonathanovu vjernu zaručnicu i njenu prijateljicu Lucy Westenra. Lucy u istom danu dobiva tri bračne ponude: od lorda Arthura Godalminga, Amerikanca Quincyja Morrisa i psihijatra Johna Sewarda. Sewardow pacijent Renfield je luđak koji jede kukce. On je u stanju primijetiti Drakulino prisustvo. Renfield je prije Harkera bio u posjeti Draculi u Translilvaniji.
S vremenom, Lucy se počinje čudno ponašati. Svi njeni prosci brinu se za nju, a Seward poziva u pomoć svog starog učitelja, profesora Van Helsinga. Van Helsing odmah primjećuje Lucyno stanje (ugrizao ju je vampir) ali to ne otkriva Sewardu jer ne želi da Seward izgubi povjerenje u njega. Seward ne vjeruje u vampire. Van Helsing pokušava izliječiti Lucy dajući joj krvnu transfuziju, ali bez uspjeha. Lucy ubrzo umire i pokopana je. Uskoro počinju kružiti priče o krvavoj dami koja po noći uhodi i otima djecu. Van Helsing shvaća da je Lucy postala vampir pa se povjerava Sewardu, Godalmingu i Morrisu. Njih četvorica pronalaze Lucyn grob i ubijaju ju probijanjem kolca kroz srce i odsijecanjem glave. U isto vrijeme Jonathan Harker se vraća iz Transilvanije. Mina se pridružuje Jonathanu, ali je i Drakula zainteresiran za nju. 
Nakon potrage za Drakulom u Londonu, ovaj se vraća u Transilvaniju da povrati snagu. Van Helsing i njegovi prijatelji ga slijede. U konačnom obračunu Drakula je ubijen probijanjem nožem, kao i njegove tri vampirice. U sukobu je poginuo i Morris. Mina je oslobođena Drakulina utjecaja i svi se vraćaju u Englesku.

## Lik grofa Drakule
Lik Drakule je vjerojatno utemeljen na vlaškom (danas u Rumunjskoj) vladaru Vladu III. Drakuli, koji je vladao 1446. – 1476., uz prekide. Vlad III. je ratovao protiv Turaka i bio veoma okrutan prema neprijateljima. Posebno je bio poznat po nabijanju neprijatelja na kolac. Ime Drakula je vjerojatno derivat naziva Red Zmaja (Order of the Dragon), viteški red koji je osnovao hrvatski kralj i njemački car Žigmund Luksemburški. Vlad II. Drakul, otac Vlada III., bio je član Reda Zmaja. Na rumunjskom jeziku Dragon se čita Drac (od latinski Draco). Kasnije se pridodao nastavak ul pa je Vlad II. postao poznat kao Vlad Dracul, ili Vlad Dragon (Vlad Zmaj). Neki kritičari su primijetili i sličnost romana Drakula i djela Carmilla, još jedno poznato djelo o vampirima, čiji je autor Sheridan le Fanu.

## Drakula na igranom filmu
Filmova o Drakuli je nebrojeno mnogo, no idućih 15 su adaptacije samog romana.
- Nosferatu (1922.); 94 min, Drakula Max Schreck
- Drakula (1931.); 75 min, Béla Lugosi
- Drakula (španjolska inačica (1931.)); 104 min, Carlos Villarías
- Drakula u Istanbulu (1953.); 103 min, Atıf Kaptan
- Drakula (1958.); 102 min, Christopher Lee
- Drakula (1968.); 90 min, Denholm Elliott
- Grof Drakula (1970.); 98 min (u UK 97, u Švedskoj 91), Christopher Lee
- Drakula (1973.); 100 min, Jack Palance
- Grof Drakula (1977.); 150 min, Louis Jourdan
- Drakula (1979.); 100 min, Frank Langella
- Vampir nosferatu (1979.); 107 min, Klaus Kinski
- Drakula (1992.); 128 min, Gary Oldman
- Drakula (2002.); 173 min, Patrick Bergin
- Drakula: stranice iz djevičinog dnevnika (2002.); 75 min, Žang Vei-Kjang
- Drakula (2006.); 90 min, Marc Warren

Filmovi se razlikuju u duljini, tehnologiji, efektima, količini spolnosti, prikazivanju Drakule (negdje osjećajno stvorenje, negdje samo čudovište željno krvi; negdje šarmantan i zavodljiv mladić, negdje odbojna pojava) itd. Što se tiče same radnje i tu ima razlika od romana: negdje su izostavljeni neki likovi ili je više likova spojeno u jednoga, Drakula se negdje ne propada kolcem nego spaljuje ili raspada pri pogledu na križ, negdje su likovi u drukčijim krvnim vezama, negdje su imena promijenjena itd.

## Drakula u crtanom filmu
Drakulin lik se pojavio i na crtanom filmu. Često je u parodiziranim oblicima.
- Quackula
- grof Duckula (eng. Count Duckula)

## Vanjske poveznice
- Vlad Dracul (1390? - 1447)
- Dracula
- Pilot guides: The real Count Dracula  Arhivirana inačica izvorne stranice od 17. srpnja 2005. (Wayback Machine)